# Chaguaramas (Libertador)
Pour les articles homonymes, voir Chaguaramas.
Chaguaramas est l'une des quatre divisions territoriales et statistiques et l'une des trois paroisses civiles de la municipalité de Libertador dans l'État de Monagas au Venezuela. Sa capitale est Chaguaramas.